# Le Soleil noir (album)
Pour les articles homonymes, voir Soleil noir.
Albums de Barbara
Ma plus belle histoire d’amour
(1967) Madame
(1970)
Le Soleil noir est le neuvième album de Barbara, paru en 1968. Son titre oxymorique est tiré du poème El Desdichado (1854) de Gérard de Nerval :
Je suis le Ténébreux, – le Veuf, – l’Inconsolé,

Le Prince d’Aquitaine à la Tour abolie :

Ma seule Étoile est morte, – et mon luth constellé

Porte le Soleil noir de la Mélancolie.

## Historique
L'album sort chez Philips au format LP, en stéréo/monophonie. 
Il reparaît en 2005 sous forme de CD Mercury, avec en bonus le titre « Moi, je me balance », chanson du film La Fiancée du pirate de Nelly Kaplan.

## Liste des titres
Toutes les chansons sont écrites et composées par Barbara sauf Plus rien (musique de Michel Colombier),.
| 1. | Le Soleil noir | Barbara | Barbara          | 3:58 |
| 2. | Plus rien      | Barbara | Michel Colombier | 1:36 |
| 3. | Gueule de nuit | Barbara | Barbara          | 3:54 |
| 4. | Le Sommeil     | Barbara | Barbara          | 3:01 |
| 5. | Tu sais        | Barbara | Barbara          | 1:50 |
| 6. | Le Testament   | Barbara | Barbara          | 2:30 |

| 1. | Mes hommes         | Barbara | Barbara | 4:04 |
| 2. | Mon enfance        | Barbara | Barbara | 2:54 |
| 3. | Du bout des lèvres | Barbara | Barbara | 2:11 |
| 4. | L'Amoureuse        | Barbara | Barbara | 4:27 |
| 5. | Joyeux Noël        | Barbara | Barbara | 3:16 |

## Musiciens
- Barbara : piano
- Michel Gaudry : basse
- Roland Romanelli : accordéon
- Michel Portal : saxophone et clarinette
- Eddy Louiss : orgue
- Pierre Labadie, Louis Lugigliardi, Jean Lamy, Jacques Wiederker : violoncelles
- Jean Marie Roller, Willy Lockwood : contrebasses
- Henri Giordano : piano
- Michel Sanvoisin : flûte à bec
- Michel Colombier et son orchestre

## Production
- Arrangements : Michel Colombier
- Prise de son : Franck Giboni, assisté de Dominique Poncet
- Production : Claude Dejacques
- Crédits visuels : Henry Meerson